# Arman-Maršal Sila
Arman-Maršal Sila (in bielorusso Арман-Маршал Сіла?; Minsk, 13 luglio 1994) è un taekwondoka bielorusso.
È stato per tre volte campione europeo nel torneo degli oltre 87 chilogrammi. Si è qualificato in rappresentanza della Bielorussia ai Giochi olimpici estivi di Rio de Janeiro 2016, ma non ha potuto partecipare in quanto sospeso dall'antidoping poiché risultato positivo al Meldonium. È stato quindi squalificato per quattro anni.

## Palmarès
- Europei

Baku 2014: oro nei +87 kg;
Montreux 2016: oro nei +87 kg.
Sofia 2021: oro nei +87 kg.